# Pavel Vrba
Pavel Vrba (ur. 6 grudnia 1963 w Przerowie) – czeski trener piłkarski, obecnie trener SK Líšeň.

## Kariera trenerska
Nie osiągnął zbyt wiele podczas kariery piłkarskiej i szybko podjął pracę trenerską. Początkowo był trenerem klubu z rodzinnego miasta, FC Přerov, a później, w latach 1996–2004 pracował w Baníku Ostrawa. Pod koniec sezonu 2002/03 był tymczasowym trenerem ekipy ze Stadionu Bazaly – poprowadził ją do dwóch zwycięstw i dwóch remisów w pięciu meczach czeskiej ekstraklasy. W 2003 trenował także czeską młodzieżówkę. Następnie Vrba był szkoleniowcem słowackiego Matadora Púchov. W sezonie 2004/05 zajął z nim 6. miejsce w ekstraklasie. 7 kwietnia 2006 roku został zwolniony ze stanowiska – drużyna z Púchova z nowym trenerem spadła do drugiej ligi. W latach 2006–2008 prowadził inny zespół z Corgoň ligi, MŠK Žilina. Sięgnął z nim po mistrzostwo (2006/07) i wicemistrzostwo (2007/08) kraju. Od 2006 do 2007 był równocześnie asystentem Jána Kociana w kadrze narodowej Słowacji.
24 września 2008 roku rozwiązano z nim kontrakt za porozumieniem stron, a dwa tygodnie później na jego zatrudnienie zdecydował się klub z Czech, Viktoria Pilzno. Jak okazało się później, było to niezwykle trafne posunięcie działaczy Viktorki. Na Stadionie ve Štruncových sadech Vrba spędził ponad pięć lat. Cztery razy z rzędu (w roku 2010, 2011, 2012 i 2013) zdobył wyróżnienie dla trenera roku w Czechach, dzięki temu, że poprowadził klub z Pilzna do dwóch tytułów mistrza kraju (2010/11 i 2012/13) oraz finału Ondrášovka Cup (2009/10). Gracze Viktorii grali ponadto w Lidze Mistrzów 2011/12 oraz 2013/14. Dwukrotnie zajmowali 3. miejsce w grupie – za pierwszym razem lepsi okazali się gracze Barcelony i Milanu (Czesi wyprzedzili BATE Borysów), za drugim razem – Bayernu oraz Manchesteru City (Viktoria jedyne punkty zdobyła w domowym meczu z CSKA Moskwa i dzięki niemu otrzymała szansę występu w Lidze Europy).
3 grudnia 2013 roku Pavel Vrba został mianowany selekcjonerem reprezentacji Czech. Z rodzimą federacją podpisał czteroletnią umowę. Przejął kadrę po Josefie Pešice. W następnym roku prowadzeni przezeń piłkarze wygrali wszystkie cztery spotkania o punkty – w grupie A eliminacji do ME 2016 pokonali Holandię, Turcję, Kazachstan oraz Islandię.

## Sukcesy

### MŠK Žilina
- Mistrzostwo Słowacji: 2006/2007
- Puchar Słowacji: 2007

### Viktoria Pilzno
- Mistrzostwo Czech: 2010/2011, 2012/2013, 2017/2018
- Puchar Czech: 2010
- Superpuchar Czech: 2011

### Łudogorec Razgrad
- Mistrzostwo Bułgarii: 2019/2020